# Бажелка
Баже́лка (рос. Бажелка) — селище у складі Нагорського району Кіровської області, Росія. Адміністративний центр Метелівського сільського поселення.
Населення становить 305 осіб (2010, 476 у 2002).
Національний склад станом на 2002 рік — росіяни 93 %.